# Красноглинный (Свердловская область)
Красногли́нный — посёлок в Свердловской области России, административно подчинённый городу Серову. Входит в Серовский муниципальный округ.
Ранее посёлок входил в состав Первомайского сельсовета Серовского района.

## География
Посёлок Красноглинный расположен в 44 километрах (по автотрассе в 65 километрах) к востоко-юго-востоку города Серова, по берегам реки Сотрина (левого притока Сосьвы). В окрестностях посёлка находится Сотринский пруд. Левобережная часть называется Скипидарка.

## История
Основан в 1953 году как посёлок при лесной машинной станции. До 1966 года назывался посёлком деревообрабатывающего комбината.

## Население
| 2002 | 2010  |
| ---- | ----- |
| 1389 | ↘1372 |

## Инфраструктура
В советское время на реке Сотринке был организован Сотринский пруд и построена ГЭС, которая обеспечивала электроэнергией посёлок. Рядом с посёлком, в деревне Сотрино, расположена одноимённая железнодорожная станция.